# Park Narodowy Ta’ Qali
Park Narodowy Ta’ Qali (ang. Ta’ Qali National Park) – park narodowy na Malcie. Położony jest w centrum wyspy. Rozpościera się na przestrzeni około 1 km za wschodu na zachód, na wzgórzach pomiędzy Mdiną, Mostą a Attardem. Podczas II wojny światowej Park Narodowy Ta’ Qali był wykorzystywany jako lotnisko.